# Upplands runinskrifter 39
Upplands runinskrifter 39 är en försvunnen vikingatida runristning på en bergvägg i Torslunda, Sånga socken och Ekerö kommun. Enligt Johan Hadorph fanns ristningen på ett berg vid »Runketorp i Sånga sochn». Ristningen har inte kunnat återfinnas i senare tid och någon plats med det namnet finns inte längre i socknen. Förmodligen har platsnamnet avsett ett torp avhyst redan vid mitten av 1700-talet.

## Inskriften
Translitterering av runraden:
[halki : lit hakua : (s)-ain : þisa · at · salmut : sua · sin · kuþ : hialbi : ot : hans ×]
Normalisering till runsvenska:
Hælgi let haggva s[t]æin þennsa at Salmund, sun sinn. Guð hialpi and hans.
Översättning till nusvenska:
Helge lät hugga denna sten efter Salmund, sin son. Gud hjälpe hans ande.